# 中国人民政治协商会议第十二届全国委员会各专门委员会
中国人民政治协商会议第十二届全国委员会各专门委员会是中国人民政治协商会议第十二届全国委员会设立的专门委员会，主任、副主任名单由中国人民政治协商会议第十二届全国委员会常务委员会会议通过，委员名单由主席会议通过，任期由2013年3月至2018年3月。
2013年3月13日中国人民政治协商会议第十二届全国委员会常务委员会第一次会议通过《中国人民政治协商会议第十二届全国委员会常务委员会关于设置专门委员会的决定》，决定中国人民政治协商会议第十二届全国委员会设置9个专门委员会：提案委员会、经济委员会、人口资源环境委员会、教科文卫体委员会、社会和法制委员会、民族和宗教委员会、港澳台侨委员会、外事委员会、文史和学习委员会。
2013年3月12日中国人民政治协商会议第十二届全国委员会第一次主席会议通过中国人民政治协商会议第十二届全国委员会各专门委员会委员名单（561名）。2013年3月13日中国人民政治协商会议第十二届全国委员会常务委员会第一次会议通过中国人民政治协商会议第十二届全国委员会各专门委员会主任、副主任名单（130名）。
2013年6月19日中国人民政治协商会议第十二届全国委员会常务委员会第二次会议通过专门委员会副主任任免名单（4人）。
2013年11月20日中国人民政治协商会议第十二届全国委员会常务委员会第三次会议通过专门委员会副主任增补名单（1人）。
2014年2月28日中国人民政治协商会议第十二届全国委员会常务委员会第四次会议通过专门委员会副主任增补名单（5人），追认免去杨刚经济委员会副主任职务的决定。
2014年6月25日中国人民政治协商会议第十二届全国委员会常务委员会第六次会议通过专门委员会副主任任免名单（9人）。
2014年10月29日中国人民政治协商会议第十二届全国委员会常务委员会第八次会议追认撤销孙兆学
中国人民政治协商会议第十二届全国委员会委员资格的决定。
2015年2月28日中国人民政治协商会议第十二届全国委员会常务委员会第九次会议通过专门委员会副主任增补调整名单，追认撤销马建政协第十二届全国委员会委员资格的决定。
2015年6月17日中国人民政治协商会议第十二届全国委员会常务委员会第十一次会议通过专门委员会副主任任命名单（1人）。
2015年8月28日中国人民政治协商会议第十二届全国委员会常务委员会第十二次会议追认撤销汪良中国人民政治协商会议第十二届全国委员会委员资格的决定。
2015年11月8日中国人民政治协商会议第十二届全国委员会常务委员会第十三次会议通过专门委员会副主任增补名单（1人）。
2016年2月29日中国人民政治协商会议第十二届全国委员会常务委员会第十四次会议通过专门委员会副主任增补名单（4人），追认撤销褚平经济委员会副主任职务的决定，接受孙志刚请辞中国人民政治协商会议第十二届全国委员会委员的决定。
2016年6月24日中国人民政治协商会议第十二届全国委员会常务委员会第十六次会议通过专门委员会副主任任免名单（3人），追认撤销姚中民中国人民政协会议第十二届全国委员会委员资格的决定。
2016年8月31日中国人民政治协商会议第十二届全国委员会常务委员会第十七次会议通过专门委员会主任
任免名单（2人），通过专门委员会副主任
增补名单（1人）。
2016年11月1日中国人民政治协商会议第十二届全国委员会常务委员会第十八次会议通过专门委员会副主任
增补名单（3人）。
2017年2月28日中国人民政治协商会议第十二届全国委员会常务委员会第十九次会议通过专门委员会副主任
增补名单（5人），通过免去郑立中中国人民政治协商会议第十二届全国委员会常务委员、港澳台侨委员会副主任职务，撤销其委员资格的决定。
2017年3月10日中国人民政治协商会议第十二届全国委员会常务委员会第二十次会议通过免去孙怀山中国人民政治协商会议第十二届全国委员会常务委员、港澳台侨委员会主任职务，撤销其委员资格的决定。
2017年6月28日中国人民政治协商会议第十二届全国委员会常务委员会第二十一次会议通过专门委员会主任
增补名单（1人），专门委员会副主任任免名单（4人）。

## 提案委员会
2013年3月13日通过主任、副主任10名：
- 主任：孙淦
- 副主任（按姓氏笔画排序）：干以胜、王秀峰（驻会）、王国卿、李宏、罗平飞、胡彪、徐辉、傅克诚、赖明[3]

2013年3月12日通过委员60名：
- 委员（按姓氏笔画排序）：马利（女）、马继龙（回族）、马儒沛（回族）、王小兰（女）、王国强（医药卫生界）、王秦丰、王增祺、云公民（蒙古族）、方来英、包明德（蒙古族）、宁吉喆、乔卫、任海泉、刘川生（女）、刘佩智、孙晓华、纪斌、李兰（女）、李军、李武、李健（侗族）、李秀恒、李晓明、李霭君（女）、吴先宁、吴恒权、何玉华、汪良、宋家慧、张宁、张少农、张连起、张宝书、张福荣、陈明金、范迪安、周涛（女）、周永健、赵铁锤、胡晓义、胡凌云、钟攸平、洪天慧（女）、夏潮、徐国权、高友东、高拴平、高鸿宾、唐长红、凌锋（女）、黄文平、蒋秋霞（女）、鲁景超（女）、湛如、游宏炳、谢伯阳、蔡玲（女）、裴长洪、阚珂、魏传忠[2]

2014年2月28日增补：
- 副主任：胡四一[6]

2014年6月25日任命：
- 副主任：田杰（驻会，副部长级）[8]

2014年6月25日免去：
- 副主任：王秀峰（驻会）[8]

2015年8月28日追认撤销全国政协委员资格：
- 委员：汪良[15]

2017年6月28日任命：
- 副主任：李建华[29]

## 经济委员会
2013年3月13日通过主任、副主任20名：
- 主任：周伯华
- 副主任（按姓氏笔画排序）：王永庆、石军、邢元敏、刘明康、闫冰竹、许荣茂、李克农、李毅中、杨刚、陈经纬、陈锡文、林毅夫、岳福洪、项宗西、姜增伟、崔世昌、彭小枫、董大胜、褚平[3]

2013年3月12日通过委员73名：
- 委员（按姓氏笔画排序）：王毅、王广谦、王文学、王玉锁、牛盾、方方、厉以宁、卢志强、田伟、吕建中、朱光耀、任正晓、华庆山、刘公勤（女）、刘平均、刘身利、刘树成、刘振亚、江南、许家印、孙兆学、苏如春、杜鹰、李小琳（女）、李占通、李成贵、李克穆、李若谷、李河君、李彦宏、杨凯生、宋兰（女）、宋丰强、张力、张华峰、张建国（经济界）、陈泽盛、陈晓颖（女）、范小建、范集湘、易纲、金阳、周中枢、周桐宇（女）、郑跃文、赵林、赵广发、赵海英（女）、胡占凡、胡亚东、胡克勤、柯炳生（满族）、贺强（满族）、袁亚非、贾康、钱克明、钱颖一、徐一帆、徐晓兰（女）、奚国华、黄方毅、黄淑和、梅兴保、曹德旺、常振明、傅成玉、焦家良、谢渡扬、翟美卿（女）、颜延龄、穆麒茹（女，回族）、戴皓、戴公兴[2]

2013年6月19日任命：
- 副主任：刘遵义为经济委员会副主任，不再担任人口资源环境委员会副主任
- 副主任：侯建民（驻会）[4]

2014年2月28日追认免去：
- 副主任：杨刚[7]

调整：
- 委员：杜鹰为民族和宗教委员会副主任，不再担任经济委员会委员。

2014年10月29日追认撤销全国政协委员资格：
- 委员：孙兆学[9]

2015年2月28日增补：
- 副主任：吴新雄[11]

2016年2月29日追认撤销：
- 副主任：褚平[18]

2017年2月28日增补：
- 副主任：尚福林[25]

## 人口资源环境委员会
2013年3月13日通过主任、副主任18名：
- 主任：贾治邦
- 副主任（按姓氏笔画排序）：干勇、王国发、仇保兴、庄国荣（驻会，女）、刘遵义、齐让、江泽慧（女）、李成玉（回族）、吴双战、张基尧、郑晖、钟文、秦大河、钱冠林、徐德明（满族）、陶武先、潘贵玉（女）[3]

2013年3月12日通过委员61名：
- 委员（按姓氏笔画排序）：丁金宏、马军胜、王小康、王云峰、王文彪、王训练、王光谦、王兆海、方精云、尹伟伦、邓小虹（女）、田在玮、史大卓、史玉波、印红（女）、兰云升、冯川建、刘炳江、闫克庆、池慧（女）、宇如聪、许健康、孙志刚、孙步新、严慧英（女）、李卫、李猛、李少军、李晋峰、杨玉学、杨志明、吴晓青（满族）、沈瑾（满族）、沈小南（女）、宋林、宋原生、张澍、张红力、陆启洲、陈进行、陈啸宏、武献华、欧阳华、欧阳明高、易军、周吉平、胡四一、侯一筠、姜耀东、姚中民、秦升益、聂振邦、钱天林、黄艳（女）、黄国柱、曹湘洪、梁嘉琨、葛剑平、韩圣浩、谢正观、廖永林[2]

2013年6月19日免去：
- 副主任：刘遵义为经济委员会副主任，不再担任人口资源环境委员会副主任[4]

2014年2月28日增补：
- 副主任：马大龙[6]

调整：
- 委员：胡四一为提案委员会副主任，不再担任人口资源环境委员会委员。

2014年6月25日任命：
- 副主任：凌振国（驻会，副部长级）[8]

2014年6月25日调整：
- 副主任：庄国荣（女）不再担任人口资源环境委员会驻会副主任，改任人口资源环境委员会副主任[8]

2015年2月28日增补：
- 副主任：周生贤、解振华[11]

2015年2月28日免去：
- 副主任：仇保兴[11]

2016年2月29日接受辞去全国政协委员：
- 委员：孙志刚[19]

2016年6月24日任命：
- 副主任：高波（驻会）[20]

免去：
- 副主任：凌振国（驻会）[20]，改任委员[30]

追认撤销全国政协委员资格：
- 委员：姚中民[21]

2017年2月28日增补：
- 副主任：徐绍史[25]

## 教科文卫体委员会
2013年3月13日通过主任、副主任18名：
- 主任：张玉台
- 副主任（按姓氏笔画排序）：马德秀（女）、王全书、邓楠（女）、邢元敏（女）、刘敬民、李卫红（女）、吴良好、陈小娅（女）、胡振民、段世杰（满族）、高敬德、黄洁夫、常荣军（驻会）、程津培、蔡威、蔡冠深、霍震霆[3]

2013年3月12日通过委员96名：
- 委员（按姓氏笔画排序）：丁洁（女）、马大龙、马国湘、王宇、王晶（女）、王次炤、王松灵、王明明、卞志良、尹力、尹卓、卢中南、卢禹舜、叶少兰、田静、包为民、冯远、冯小刚、冯双白、成龙、曲凤宏、朱星、朱和平、刘焱（女）、刘大为、刘长铭、刘玉村、刘兰芳（女，满族）、刘迎龙、许树强、孙聪、孙铁英（女，满族）、严望佳（女）、苏士澍（满族）、李羚（女）、李立明、李永波、李国平、李学春、李胜素（女）、杨桦、吴云峰、吴长江、吴为山、吴明江、何为荣、辛颖梅（女，回族）、沈文庆、张雪（女）、张全国、张来斌、张杰庭、张勉之、陈平、陈立人、陈仲强、陈建国（无党派界）、陈晓光（文艺界）、范利（女）、林嘉滨、郁钧剑、周文彰、周建平（科技界）、郑静晨、赵平、赵汝蘅（女）、荣洋、胡盛寿、柯杨（女）、钟秉林、俞光岩、俞敏洪、姜昆、姜玉新、顾行发、钱利民（蒙古族）、徐亮、徐翔、徐沛东、徐冠巨、徐祖远、高文、郭大成、曹育民、曹洪欣、曹效业、曹雪涛、彭于发、董保华、韩红（女，藏族）、覃志刚（壮族）、焦红（女）、温建民、蔡鄂生、滕矢初、潘锋（回族）[2]

2015年2月28日增补：
- 副主任：李从军[11]

2015年2月28日免去：
- 副主任：常荣军（驻会）[11]

2016年6月24日任命：
- 副主任：丛兵（驻会）[20]

2016年11月1日增补：
- 副主任：蔡赴朝[24]

2017年2月28日增补：
- 副主任：张连珍（女）[25]

2017年6月28日任命：
- 副主任：张秋俭（女）[29]

## 社会和法制委员会
2013年3月13日通过主任、副主任15名：
- 主任：孟学农
- 副主任（按姓氏笔画排序）：王巨禄、王旭东（中共界）、田成平、朱孝清、李学举、吴定富、宋育英（女）、陈学亨、陈冀平、季允石、周安达源、施芝鸿、廖长城、谭耀宗[3]

2013年3月12日通过委员63名：
- 委员（按姓氏笔画排序）：马建、王名、王涛、王滨、王文娅（女）、王书平、王建沂、王俊峰、孔玉芳（女）、叶青、白岩松（蒙古族）、吕黄生、朱长林、刘怡、刘红宇（女）、刘佳晨、汤维建、孙永海、苏玲（女）、苏士亮、李汉柏（白族）、李贤义、李建明、李钺锋、李滨生、李嘉音（女）、杨超、杨金永、杨振江、吴焰、何宪、何悦（女）、汪鸿雁（女）、迟福林、张世平（女）、张华荣、陈世强、邵明立、周纪昌、孟宏伟、胡汉清、侯欣一、施杰、姜建初、栗甲、倪邦文、高全立、郭长江、郭文圣（回族）、郭允冲、黄尔梅（女）、曹义孙、盛明富、崔海容、彭雪峰、韩真发、谢双成、谢朝华、甄贞（女）、甄砚（女）、鉴保卫、管飞、薄绍晔[2]

2013年6月19日任命：
- 副主任：顾伯平（驻会）[4]

2013年11月20日增补：
- 副主任：王新宪[5]

2014年2月28日增补：
- 副主任：张世平（女）、甄砚（女）[6]

2015年2月28日追认撤销全国政协委员资格：
- 委员：马建[12]

2015年6月17日任命：
- 副主任：吕忠梅（女，驻会）[13]

免去：
- 副主任：顾伯平（驻会）[14]，改任委员[31]

2017年2月28日增补：
- 副主任：徐敬业[25]

## 民族和宗教委员会
2013年3月13日通过主任、副主任12名：
- 主任：朱维群
- 副主任（按姓氏笔画排序）：马英林、马铁山、王正福（苗族）、王学仁、邓宗良（驻会）、白玛（藏族）、传印、任法融、华士飞、陈广元（回族）、傅先伟[3]

2013年3月12日通过委员71名：
- 委员（按姓氏笔画排序）：丁常云、刀述仁（傣族）、才让（藏族）、马国超（回族）、王伟（新疆）、王红（女，满族）、王健（布依族）、王寿祥、王志发、牛汝极、甘霖（女）、艾克拜尔·米吉提（哈萨克族）、左晔（回族）、田青、印乐、尼玛泽仁（藏族）、朴英（女，朝鲜族）、达娃顿珠（藏族）、朱玉辰（满族）、任克雷、伊丽苏娅（女，维吾尔族）、刘大钧、刘元龙、刘世锦、安阿玥（回族）、那仓·向巴昂翁·丹曲成来（藏族）、孙小系、杜鹃（女）、李玉玲（女）、李光富、李祖铭、杨钊、杨志波（回族）、吴巍、何星亮、张风雷、妙江、罗黎明（壮族）、尚绍华（女）、金莉（女，俄罗斯族）、金蔚（女）、周宁、学诚、房兴耀、赵雯（女）、郝时远（蒙古族）、觉醒、姚檀栋、桂敏杰（满族）、高炜（女，满族）、高峰、高宏峰（达斡尔族）、郭承真（回族）、唐诚青、海霞（女，回族）、容永祺、黄元河（壮族）、黄至安（女）、黄信阳、鄂义太（蒙古族）、崔景龙、梁骧（女，回族）、韩兴旺（撒拉族）、程田青（回族）、道慈、雷世银、雷菊芳（女）、腾格尔（蒙古族）、詹思禄、德哇仓（藏族）、潘鲁生[2]

2014年2月28日增补：
- 副主任：杜鹰[6]

2014年6月25日任命：
- 副主任：晓敏（女，蒙古族）（驻会，副部长级）[8]

2014年6月25日免去：
- 副主任：邓宗良（驻会）[8]

2016年2月29日增补：
- 副主任：杨松[17]

2017年6月28日任命：
- 副主任：杨小波（驻会）[29]

2017年6月28日免去：
- 副主任：晓敏（驻会）[29]，改任委员[32]

## 港澳台侨委员会
2013年3月13日通过主任、副主任15名：
- 主任：杨崇汇
- 副主任（按姓氏笔画排序）：马健（驻会，回族）、马有礼、华建（女）、刘凡、杨衍银（女）、吴国祯、陈丽华（女，满族）、林建岳、郑立中、赵阳、郭炎、梁绮萍（女）、喻林祥、楼志豪[3]

2013年3月12日通过委员46名：
- 委员（按姓氏笔画排序）：王阶、王杰、王执礼、王贵齐、王晓玉、王惠贞（女）、王穗明（女）、卢温胜、叶克冬、史茂林、冯丹龙（女）、冯国勤、朱奕龙、庄绍绥、孙亚夫、孙宝启、苏志佳、李崴、李文俊、李本钧、李卓彬、杨瀚、杨志红（女，回族）、邱维廉（2015年5月26日逝世）、张茵（女）、张闾蘅（女）、陈杰（女，高山族）、陈寒枫、邵琪伟、郑建邦、郑翔玲（女）、胡葆琳（女）、钟小健、侯伯文、贺定一（女）、高杰、黄紫玉（女）、黄楚标、曹鸿鸣、梁志敏、董利翔（女）、韩国龙、程红（女）、舒心、曾智明、黎振强[2]

2014年6月25日任命：
- 副主任：卢昌华[8]

2015年2月28日增补：
- 副主任：吕虹（驻会）、侯树森[11]

2015年2月28日免去：
- 副主任：马健（驻会）[11]，改任委员[33]

2015年11月8日增补：
- 副主任：焦焕成[16]

2016年8月31日任命：
- 主任：孙怀山[22]

2016年8月31日免去：
- 主任：杨崇汇[22]

2016年11月1日增补：
- 副主任：耿惠昌[24]

2017年2月28日免去：
- 副主任：郑立中[26]

2017年2月28日增补：
- 副主任：高虎城[25]

2017年3月10日免去：
- 主任：孙怀山[27]

2017年6月28日增补：
- 主任：杨衍银（女）[28]

时间不详增补：
- 委员：王䓪鸣、饶戈平、黄英豪、戴希立[33]

## 外事委员会
2013年3月13日通过主任、副主任8名：
- 主任：潘云鹤
- 副主任（按姓氏笔画排序）：王国庆、卢文端、吕新华、李小林（女）、杨多良（回族）、周文重、韩方明[3]

2013年3月12日通过委员47名：
- 委员（按姓氏笔画排序）：于洪君、万季飞、王林旭、孔庆平、艾平、龙宇翔、田力普、史明德、朱灵、朱永芃、许琳（女）、孙萍（女，回族）、苏树辉、李秀华（女）、李金章、杨学义、吴恩远、吴海龙、余永定、张静（女）、张小济、张建国（对外友好界）、张蕴岭、张德修、陈健、陈友谊、陈洪生、陈清霞（女）、易小准、周立群、周幼马、周明伟、周锡生、贾庆国、钱利华、徐念沙、徐振寰、郭加迪、黄友义（回族）、崔天凯、崔立如、程永华、程国平、裘援平（女）、蔡安季、蔡建国、翟隽[2]

2013年6月19日任命：
- 副主任：金学锋（驻会）[4]

2015年2月28日增补：
- 副主任：王胜洪、蔡武[11]

2016年8月31日增补：
- 副主任：袁贵仁[23]

2016年2月29日增补：
- 副主任：马中平[17]

2016年11月1日增补：
- 副主任：刘鹏[24]

时间不详增补：
- 委员：刘晓榕[34]

## 文史和学习委员会
2013年3月13日通过主任、副主任14名：
- 主任：王太华
- 副主任（按姓氏笔画排序）：王国强（香港界）、卞晋平（驻会）、方立、龙新民、刘德旺、孙庆聚、闵维方、陈光林、林淑仪（女）、周国富、梁华、谭锦球、翟卫华[3]

2013年3月12日通过委员44名：
- 委员（按姓氏笔画排序）：万捷、王文章、王兴东（满族）、王怀超、韦建桦、左东岭、龙新南、叶培建、冯佐库、吕章申、邬书林、刘春、刘兆佳、李捷、李东东（女）、李忠杰、杨冬权、励小捷、余辉、汪晖、张皎、张廷皓、张研农、张晓林、陈力、陈建功、林野、单霁翔、赵卫（白族）、赵长青、南存辉、俞金尧、施荣怀、袁靖、聂震宁、黄书元、黄若虹、黄嘉祥、崔永元、梁晓声、彭开宙、葛晓音（女）、韩康、廖奔[2]

2014年6月25日任命：
- 副主任：陈惠丰（驻会，副部长级）[8]

2014年6月25日调整：
- 副主任：卞晋平不再担任文史和学习委员会驻会副主任，改任文史和学习委员会副主任[8]

2015年2月28日增补：
- 副主任：李冰[11]

2016年2月29日增补：
- 副主任：叶小文、李家祥[17]